# Aire d'attraction de Bergerac
L'aire d’attraction de Bergerac est un zonage d’étude défini par l'Insee pour caractériser l’influence de la commune de Bergerac sur les communes environnantes. Publiée en octobre 2020, elle se substitue à l'aire urbaine de Bergerac, dont le dernier zonage remontait à 2010.

## Définition
L'aire d'attraction d'une ville est composée d’un pôle, défini à partir de critères de population et d’emploi ainsi que d’une couronne constituée des communes dont au moins 15 % des actifs travaillent dans le pôle. Le pôle d’attraction constitue ainsi un point de convergence des déplacements domicile-travail,.

## Type et composition
L’aire de Bergerac est une aire inter-départementale qui comporte 73 communes : 72 situées dans le département de la Dordogne et une dans la Gironde (Saint-Avit-Saint-Nazaire). Bergerac en est la commune-centre.
Elle est catégorisée dans les aires de 50 000 à moins de 200 000 habitants, une catégorie qui regroupe 25,3 % de la population de Nouvelle-Aquitaine et 18,5 % au niveau national.

### Carte

Carte de l'aire d'attraction de Bergerac.

### Composition communale
| Nom                        | Code Insee | Département | Statut                 | Superficie (km2) | Population (dernière pop. légale) | Densité (hab./km2) | Modifier                                    |
| -------------------------- | ---------- | ----------- | ---------------------- | ---------------- | --------------------------------- | ------------------ | ------------------------------------------- |
| Bergerac (commune-centre)  | 24037      | Dordogne    | commune-centre         | 56,10            | 26 852 (2022)                     | 479                | modifier les données · modifier les données |
| Baneuil                    | 24023      | Dordogne    | commune de la couronne | 8,89             | 316 (2022)                        | 36                 | modifier les données · modifier les données |
| Bardou                     | 24024      | Dordogne    | commune de la couronne | 4,76             | 43 (2022)                         | 9,0                | modifier les données · modifier les données |
| Beleymas                   | 24034      | Dordogne    | commune de la couronne | 16,07            | 281 (2022)                        | 17                 | modifier les données · modifier les données |
| Boisse                     | 24045      | Dordogne    | commune de la couronne | 16,58            | 249 (2022)                        | 15                 | modifier les données · modifier les données |
| Bosset                     | 24051      | Dordogne    | commune de la couronne | 14,52            | 233 (2022)                        | 16                 | modifier les données · modifier les données |
| Bouniagues                 | 24054      | Dordogne    | commune de la couronne | 8,62             | 589 (2022)                        | 68                 | modifier les données · modifier les données |
| Campsegret                 | 24077      | Dordogne    | commune de la couronne | 13,83            | 398 (2022)                        | 29                 | modifier les données · modifier les données |
| Cause-de-Clérans           | 24088      | Dordogne    | commune de la couronne | 14,35            | 336 (2022)                        | 23                 | modifier les données · modifier les données |
| Colombier                  | 24126      | Dordogne    | commune de la couronne | 7,03             | 279 (2022)                        | 40                 | modifier les données · modifier les données |
| Conne-de-Labarde           | 24132      | Dordogne    | commune de la couronne | 10,05            | 255 (2022)                        | 25                 | modifier les données · modifier les données |
| Cours-de-Pile              | 24140      | Dordogne    | commune de la couronne | 10,81            | 1 563 (2022)                      | 145                | modifier les données · modifier les données |
| Couze-et-Saint-Front       | 24143      | Dordogne    | commune de la couronne | 8,19             | 715 (2022)                        | 87                 | modifier les données · modifier les données |
| Creysse                    | 24145      | Dordogne    | commune de la couronne | 11,02            | 1 738 (2022)                      | 158                | modifier les données · modifier les données |
| Cunèges                    | 24148      | Dordogne    | commune de la couronne | 5,98             | 315 (2022)                        | 53                 | modifier les données · modifier les données |
| Douville                   | 24155      | Dordogne    | commune de la couronne | 19,91            | 456 (2022)                        | 23                 | modifier les données · modifier les données |
| Église-Neuve-d'Issac       | 24161      | Dordogne    | commune de la couronne | 16,67            | 122 (2022)                        | 7,3                | modifier les données · modifier les données |
| Eyraud-Crempse-Maurens     | 24259      | Dordogne    | commune de la couronne | 50,51            | 1 666 (2022)                      | 33                 | modifier les données · modifier les données |
| Faux-en-Périgord           | 24177      | Dordogne    | commune de la couronne | 16,07            | 669 (2022)                        | 42                 | modifier les données · modifier les données |
| Le Fleix                   | 24182      | Dordogne    | commune de la couronne | 18,05            | 1 498 (2022)                      | 83                 | modifier les données · modifier les données |
| La Force                   | 24222      | Dordogne    | commune de la couronne | 15,60            | 2 687 (2022)                      | 172                | modifier les données · modifier les données |
| Fraisse                    | 24191      | Dordogne    | commune de la couronne | 21,50            | 173 (2022)                        | 8,0                | modifier les données · modifier les données |
| Gageac-et-Rouillac         | 24193      | Dordogne    | commune de la couronne | 13,99            | 441 (2022)                        | 32                 | modifier les données · modifier les données |
| Gardonne                   | 24194      | Dordogne    | commune de la couronne | 8,26             | 1 607 (2022)                      | 195                | modifier les données · modifier les données |
| Ginestet                   | 24197      | Dordogne    | commune de la couronne | 13,06            | 758 (2022)                        | 58                 | modifier les données · modifier les données |
| Issigeac                   | 24212      | Dordogne    | commune de la couronne | 9,16             | 748 (2022)                        | 82                 | modifier les données · modifier les données |
| Lamonzie-Montastruc        | 24224      | Dordogne    | commune de la couronne | 20,66            | 692 (2022)                        | 33                 | modifier les données · modifier les données |
| Lamonzie-Saint-Martin      | 24225      | Dordogne    | commune de la couronne | 20,64            | 2 745 (2022)                      | 133                | modifier les données · modifier les données |
| Lanquais                   | 24228      | Dordogne    | commune de la couronne | 14,48            | 501 (2022)                        | 35                 | modifier les données · modifier les données |
| Les Lèches                 | 24234      | Dordogne    | commune de la couronne | 21,58            | 383 (2022)                        | 18                 | modifier les données · modifier les données |
| Lembras                    | 24237      | Dordogne    | commune de la couronne | 10,59            | 1 255 (2022)                      | 119                | modifier les données · modifier les données |
| Liorac-sur-Louyre          | 24242      | Dordogne    | commune de la couronne | 20,27            | 260 (2022)                        | 13                 | modifier les données · modifier les données |
| Lunas                      | 24246      | Dordogne    | commune de la couronne | 16,87            | 445 (2022)                        | 26                 | modifier les données · modifier les données |
| Mescoules                  | 24267      | Dordogne    | commune de la couronne | 4,85             | 178 (2022)                        | 37                 | modifier les données · modifier les données |
| Monbazillac                | 24274      | Dordogne    | commune de la couronne | 19,58            | 819 (2022)                        | 42                 | modifier les données · modifier les données |
| Monestier                  | 24276      | Dordogne    | commune de la couronne | 17,75            | 396 (2022)                        | 22                 | modifier les données · modifier les données |
| Monmadalès                 | 24278      | Dordogne    | commune de la couronne | 5,04             | 80 (2022)                         | 16                 | modifier les données · modifier les données |
| Monmarvès                  | 24279      | Dordogne    | commune de la couronne | 5,62             | 61 (2022)                         | 11                 | modifier les données · modifier les données |
| Monsaguel                  | 24282      | Dordogne    | commune de la couronne | 11,57            | 135 (2022)                        | 12                 | modifier les données · modifier les données |
| Montagnac-la-Crempse       | 24285      | Dordogne    | commune de la couronne | 25,49            | 391 (2022)                        | 15                 | modifier les données · modifier les données |
| Montaut                    | 24287      | Dordogne    | commune de la couronne | 16,16            | 127 (2022)                        | 7,9                | modifier les données · modifier les données |
| Mouleydier                 | 24296      | Dordogne    | commune de la couronne | 8,49             | 1 155 (2022)                      | 136                | modifier les données · modifier les données |
| Plaisance                  | 24168      | Dordogne    | commune de la couronne | 24,75            | 410 (2022)                        | 17                 | modifier les données · modifier les données |
| Pomport                    | 24331      | Dordogne    | commune de la couronne | 19,55            | 738 (2022)                        | 38                 | modifier les données · modifier les données |
| Prigonrieux                | 24340      | Dordogne    | commune de la couronne | 26,12            | 4 362 (2022)                      | 167                | modifier les données · modifier les données |
| Queyssac                   | 24345      | Dordogne    | commune de la couronne | 12,35            | 530 (2022)                        | 43                 | modifier les données · modifier les données |
| Ribagnac                   | 24351      | Dordogne    | commune de la couronne | 11,81            | 334 (2022)                        | 28                 | modifier les données · modifier les données |
| Rouffignac-de-Sigoulès     | 24357      | Dordogne    | commune de la couronne | 6,52             | 321 (2022)                        | 49                 | modifier les données · modifier les données |
| Sadillac                   | 24359      | Dordogne    | commune de la couronne | 5,63             | 102 (2022)                        | 18                 | modifier les données · modifier les données |
| Saint-Agne                 | 24361      | Dordogne    | commune de la couronne | 5,87             | 443 (2022)                        | 75                 | modifier les données · modifier les données |
| Saint-Aubin-de-Lanquais    | 24374      | Dordogne    | commune de la couronne | 9,27             | 357 (2022)                        | 39                 | modifier les données · modifier les données |
| Saint-Capraise-de-Lalinde  | 24382      | Dordogne    | commune de la couronne | 3,83             | 526 (2022)                        | 137                | modifier les données · modifier les données |
| Saint-Capraise-d'Eymet     | 24383      | Dordogne    | commune de la couronne | 11,18            | 172 (2022)                        | 15                 | modifier les données · modifier les données |
| Saint-Cernin-de-Labarde    | 24385      | Dordogne    | commune de la couronne | 11,39            | 226 (2022)                        | 20                 | modifier les données · modifier les données |
| Saint-Georges-Blancaneix   | 24413      | Dordogne    | commune de la couronne | 13,62            | 280 (2022)                        | 21                 | modifier les données · modifier les données |
| Saint-Georges-de-Montclard | 24414      | Dordogne    | commune de la couronne | 13,68            | 279 (2022)                        | 20                 | modifier les données · modifier les données |
| Saint-Germain-et-Mons      | 24419      | Dordogne    | commune de la couronne | 14,13            | 893 (2022)                        | 63                 | modifier les données · modifier les données |
| Saint-Laurent-des-Vignes   | 24437      | Dordogne    | commune de la couronne | 8,08             | 1 028 (2022)                      | 127                | modifier les données · modifier les données |
| Saint-Léon-d'Issigeac      | 24441      | Dordogne    | commune de la couronne | 5,68             | 146 (2022)                        | 26                 | modifier les données · modifier les données |
| Saint-Marcel-du-Périgord   | 24445      | Dordogne    | commune de la couronne | 11,46            | 138 (2022)                        | 12                 | modifier les données · modifier les données |
| Saint-Martin-des-Combes    | 24456      | Dordogne    | commune de la couronne | 13,99            | 203 (2022)                        | 15                 | modifier les données · modifier les données |
| Saint-Nexans               | 24472      | Dordogne    | commune de la couronne | 12,38            | 1 013 (2022)                      | 82                 | modifier les données · modifier les données |
| Saint-Perdoux              | 24483      | Dordogne    | commune de la couronne | 7,43             | 142 (2022)                        | 19                 | modifier les données · modifier les données |
| Saint-Pierre-d'Eyraud      | 24487      | Dordogne    | commune de la couronne | 26,16            | 1 801 (2022)                      | 69                 | modifier les données · modifier les données |
| Saint-Sauveur              | 24499      | Dordogne    | commune de la couronne | 9,31             | 855 (2022)                        | 92                 | modifier les données · modifier les données |
| Sainte-Foy-de-Longas       | 24407      | Dordogne    | commune de la couronne | 16,18            | 244 (2022)                        | 15                 | modifier les données · modifier les données |
| Saussignac                 | 24523      | Dordogne    | commune de la couronne | 8,97             | 412 (2022)                        | 46                 | modifier les données · modifier les données |
| Sigoulès-et-Flaugeac       | 24534      | Dordogne    | commune de la couronne | 18,21            | 1 251 (2022)                      | 69                 | modifier les données · modifier les données |
| Singleyrac                 | 24536      | Dordogne    | commune de la couronne | 7,09             | 314 (2022)                        | 44                 | modifier les données · modifier les données |
| Thénac                     | 24549      | Dordogne    | commune de la couronne | 20,34            | 443 (2022)                        | 22                 | modifier les données · modifier les données |
| Varennes                   | 24566      | Dordogne    | commune de la couronne | 4,05             | 460 (2022)                        | 114                | modifier les données · modifier les données |
| Verdon                     | 24570      | Dordogne    | commune de la couronne | 4,95             | 36 (2022)                         | 7,3                | modifier les données · modifier les données |
| Saint-Avit-Saint-Nazaire   | 33378      | Gironde     | commune de la couronne | 18,61            | 1 484 (2022)                      | 80                 | modifier les données · modifier les données |